# Muss 'em Up
Muss 'em Up is een Amerikaanse misdaadfilm uit 1936 onder regie van Charles Vidor.

## Verhaal
De privédetective Tip O'Neil wordt ontboden op het landgoed van zijn vriend Paul Harding. Hij vertelt Tip dat zijn hond werd gedood door afpersers, die hem eerder een aantal dreigbrieven hebben opgestuurd. Die nacht wordt ook de pupil van Paul geschaakt door twee criminelen. De ontvoerders eisen 200.000 dollar losgeld. 

## Rolverdeling
| Acteur                | Personage        |
| --------------------- | ---------------- |
| Preston Foster        | Tip O'Neil       |
| Margaret Callahan     | Amy Hutchins     |
| Alan Mowbray          | Paul Harding     |
| Ralph Morgan          | Jim Glenray      |
| Guinn Williams        | Cable            |
| Max Rosenbloom        | Snake            |
| Molly Lamont          | Nancy Harding    |
| John Carroll (acteur) | Gene Leland      |
| Florine McKinney      | Corinne          |
| Robert Middlemass     | Inspecteur Brock |
| Noel Madison          | Tony Spivali     |
| Maxine Jennings       | Cleo             |
| Harold Huber          | Maratti          |
| Clarence Muse         | William          |
| Paul Porcasi          | Luigi Turseniani |